# Lohengrin (Schiff)
Die Lohengrin war ein 1889/90 gebauter Raddampfer der Preußisch-Rheinischen-Dampfschiffahrtgesellschaft (heute Köln-Düsseldorfer), der bis 1938 meistens im Liniendienst zwischen Köln und Mainz eingesetzt wurde. Das Schiff wurde nach kriegsbedingten Schäden im Jahre 1947 verschrottet. Es war das baugleiche Schwesterschiff der Overstolz.

## Geschichte

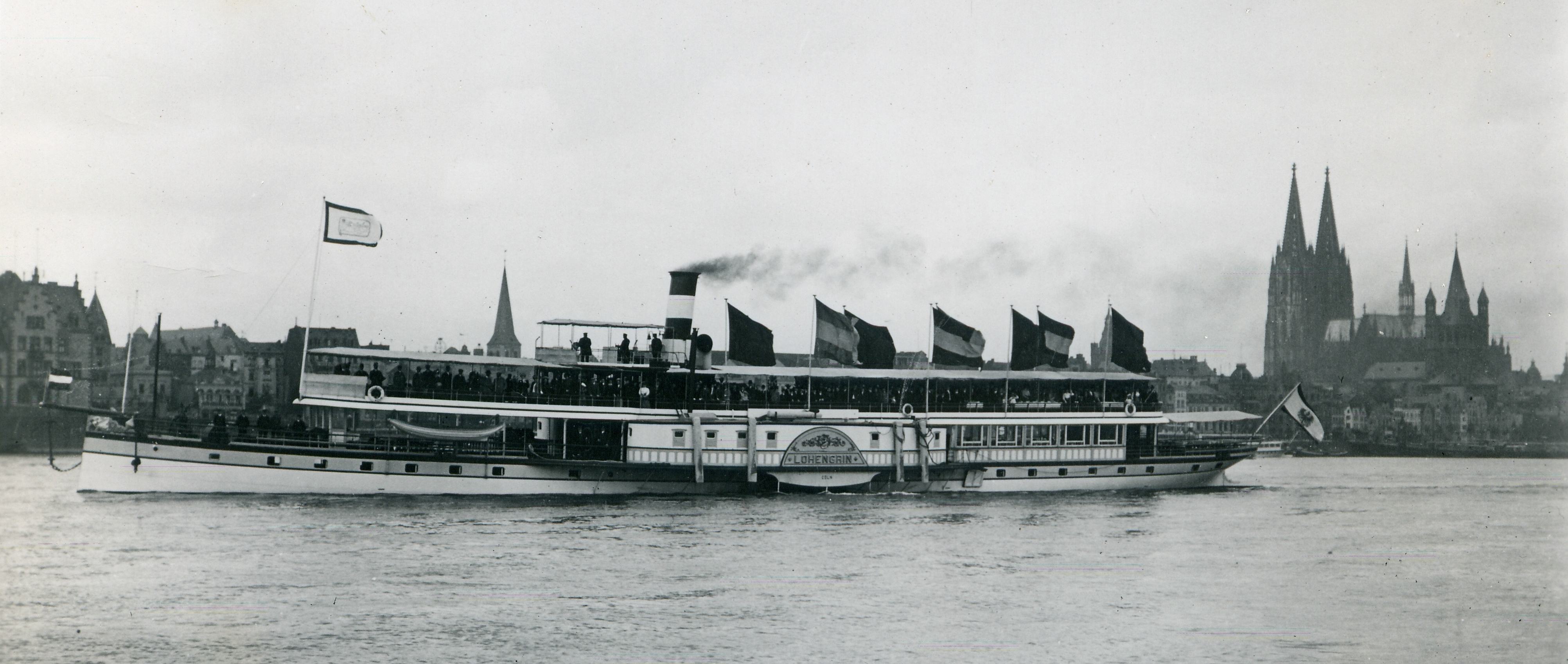
Die Lohengrin in Köln

Die Lohengrin wurde als erstes von zwei baugleichen Schiffen 1889/90 unter der Baunummer 216 auf der Werft L.Schmit & Zoon in Kinderdijk gefertigt. Vom 24. bis 26. März 1890 wurde das Schiff nach Düsseldorf überführt. Zwei Tage später fand die dreieinhalbstündige Abnahmefahrt mit Fahrgästen nach Köln statt. Die festliche Jungfernfahrt mit Direktoren und Verwaltungsratsmitgliedern der Reederei führte am 29. März von Köln nach Rolandseck und zurück. Zur Endausrüstung und Fertigstellung des Anstrichs lag das Schiff in den drei Folgewochen im Rheinauhafen. Bei einer Sonderfahrt am 21. April fuhr das Schiff mit Ehrengästen von Köln nach Koblenz. Die offizielle Indienststellung auf der Planstrecke von Köln nach Mainz war am 1. Mai 1890.
Mit der Indienststellung des neuen Fahrgastschiffs Köln wurde die Lohengrin am Ende der Saison 1938 stillgelegt. Nach Ausbau der Kessel und der Maschine setzte die KD sie zunächst im Deutzer Hafen und anschließend im Rheinauhafen als Wohn- und Werkstattschiff ein. Vom Juni 1942 bis Oktober 1943 waren Zwangsarbeiter, die im Hafen eingesetzt wurden, auf dem Schiff einquartiert. Am Anfang des Jahres 1945 wurde das Schiff durch eine Bombe schwer beschädigt. Das Wrack wurde im Frühjahr 1947 verschrottet.

### Besondere Einsätze
- Auf Anweisung der Alliierten wurde das Schiff im Bereich der Schiffahrtgruppe-West vom 13. Juni bis zum 17. Oktober 1919 als Truppentransporter eingesetzt.
- Infolge eines Eisenbahnerstreiks übernahm die Köln-Düsseldorfer vom 11. März bis 17. Dezember 1923 die Postbeförderung auf dem Rhein. Im vorderen Unterdeck wurde bei den eingesetzten Schiffen ein Briefpostamt eingerichtet, der vordere Bereich des Hauptdecks diente als Lagerfläche für Pakete. Die Postbeamten wohnten während dieser Zeit auf dem Schiff.[2]

## Technik
Die Lohengrin wurde von einer schrägliegenden Zweizylinder-Verbunddampfmaschine mit Schiebersteuerung von Escher, Wyss & Cie. mit einer Leistung von 700 PSi über zwei exzentergesteuerte 3,80 m hohe Schaufelräder mit jeweils 8 Schaufeln angetrieben. Sie verfügte über 2 Zylinderkessel mit 262 m² Heizfläche, die einen Dampfdruck von 7,5 kp/cm² erzeugten.